# Мікко Мантере
Мікко Мантере (фін. Mikko Mantere; 29 липня 1974, Лієто, Південно-Західна Фінляндія) — фінський боксер, призер чемпіонату Європи.

## Спортивна кар'єра
Мікко Мантере був чемпіоном Фінляндії 1992, 1993 та 1995 років.
На чемпіонаті світу 1993 Мантере програв в першому бою Ердененцогт Цогтжаргал (Монголія).
На чемпіонаті Європи 1993 завдяки малій кількості боксерів в категорії до 48 кг і вдалому жеребу вступив в боротьбу за медалі з чвертьфіналу, в якому здобув перемогу над французом Рашидом Боуіта, а в півфіналі програв Данієлю Петрову (Болгарія)— 4-11 і отримав бронзову медаль.
На чемпіонаті світу знов програв в першому бою Ділшоду Юлдашеву (Узбекистан).